# Атанас Джолев
Атанас (Насо) Христов Джолев (на македонска литературна норма: Атанас Христов Џолев) е български революционер, деец на Вътрешната македонска революционна организация, по-късно приел идеите на македонизма.

## Биография
Атанас Джолев е роден през 1898 година в Моноспитово, тогава в Османската империя. Семейството му е земеделско, но баща му Христо Джолев и дядо му Велко Джолев са революционери от ВМОРО. Атанас Джолев завършва седми клас и също взима участие в революционното дело като член на селската милиция на ВМРО, но след като е разкрит през 1923 година бяга в България. Там става четник при Георги Въндев, а с препоръка от Алеко Василев е назначен за секретар на Щерьо Влахов. След кръвопролитията около Горноджумайските събития от 1924 година постепенно се разграничава от официалната ВМРО. През следващите години и при последвалото разцепление във ВМРО той преминава на страната на протогеровистите.
По-късно извършва криминално убийство заедно с друг активист на организацията. Срещу голяма сума събрана от хлебарите в София, те убиват главния конкурент в бранша – Страхил Костов, първият производител на хляб, въвел машинно производство. Заради това е осъден на смърт от ВМРО (обединена). Впоследствие Джолев е заловен и осъден от властите, като лежи дълги години в затвора.
През 1973/74 година пише в град Струмица спомените си на български език, в които обаче ясно изразява македонското си национално самосъзнание. Спомените са пазят в българските централни държавни архиви и са публикувани в България и Северна Македония. Дава подробни сведения за обкръжението на Алеко Василев  и за събитията преди и след убийството на Тодор Александров.